# Yak Peak
Yak Peak är en bergstopp i Kanada.   Den ligger i provinsen British Columbia, i den södra delen av landet, 3 400 km väster om huvudstaden Ottawa. Toppen på Yak Peak är 2 039 meter över havet.
Terrängen runt Yak Peak är kuperad åt nordost, men åt sydväst är den bergig.Trakten runt Yak Peak är nära nog obefolkad, med mindre än två invånare per kvadratkilometer.. 
I omgivningarna runt Yak Peak växer i huvudsak barrskog.